# El Pujol de la Vall d'Ora
El Pujol de la Vall d'Ora és una important masia situada al municipi de Navès a la comarca catalana del Solsonès, amb tres segles d'història. Cal destacar que cap al 1837, durant la guerra dels 7 anys entre carlins i liberals, va esdevenir hospital de sang. Existeix documentació d'aquests gairebé tres anys que tingué activitat. S'hi produïren 91 defuncions.
Va venir a fer-se’n càrrec la Mare Janer, fundadora de l'Institut de les germanes de la Sagrada Família d'Urgell a qui finalment se li ha reconegut la gran labor feta al llarg de la seva vida, i ha estat beatificada a la Seu d'Urgell, l'octubre del 2011.
El Pujol s'ha reestructurat i transformat en restaurant i acollidora casa de turisme rural, mantenint tot l'encant d'una casa de tres segles amb les funcions actuals.